# 居残りサミット
居残りサミット（いのこりサミット）は、吉本興業東京本社（東京吉本）に所属する日本の漫才コンビ、YouTuberである。

## メンバー
- 井上彩輝（いのうえ あやき、1988年7月6日 - ）
  - 愛知県名古屋市出身。立ち位置は向かって右。ツッコミ担当。
  - 星野源のものまね芸人「嘘野源」としても活動。

- しろっち（シロッチ、4月6日 - ）
  - 出身地不明。立ち位置は向かって左。ボケ担当。
  - 2025年1月1日より新メンバーとして加入。

## 来歴
デビューは、井上が吉本興業名古屋事務所（名古屋吉本）、奥口が吉本興業事福岡事務所（福岡吉本）。井上は「サムタイムズ」、奥口は「トリテン」とそれぞれ別のコンビとして上京し、東京吉本に移籍。地方吉本出身芸人のライブなどで共演し、両コンビ解散を機に2021年1月27日に結成。2025年1月1日に奥口が一身上の都合により活動休止。しろっちが新メンバーで加入した事がYouTube上で発表された。